# ديفيد كار (صحفي)
ديفيد كار (بالإنجليزية: David Carr) هو كاتب العمود وصحفي أمريكي، ولد في 8 سبتمبر 1956 في منيابولس في الولايات المتحدة، وتوفي في 12 فبراير 2015 في نيويورك في الولايات المتحدة بسبب سرطان الرئة.

## وصلات خارجية
- ديفيد كار على موقع IMDb (الإنجليزية)
- ديفيد كار على موقع أول موفي (الإنجليزية)
- ديفيد كار على موقع إن إن دي بي (الإنجليزية)
- ديفيد كار على موقع قاعدة بيانات الفيلم (الإنجليزية)
- ديفيد كار على موقع كينوبويسك (الروسية)